# Departamentul La Unión
Departamentul La Unión (Uniunea) este una dintre cele 14 unități administrativ-teritoriale de gradul I  ale statului  El Salvador. La recensământul din 2007 avea o populație de 238.217 locuitori. Reședința sa este orașul La Unión. A fost fondat în 1865.